# Меткие стрелки
Меткие стрелки (англ. The Gunfighters) — двадцать пятая серия британского научно-фантастического телесериала «Доктор Кто», состоящая из четырех эпизодов, которые были показаны в период с 30 апреля по 21 мая 1966 года. Все четыре эпизода сохранились в архивах Би-би-си.

## Синопсис
Доктор и его спутники ввязываются в опасный конфликт между ковбоями.

## Сюжет

### Эпизод 1. Праздник для Доктора
В город Тумстон в штате Аризона приезжают братья Клэнтон: Айк, Финеас и Билли, ищущие Дока Холлидея, чтобы свести с ним старые счеты за смерть их брата Ройбена. Они встречаются с нанятым ими Сетом Харпером в Салуне Последнего Шанса, который описывает им пиджак и характер Холлидея. Это подслушивает певица Кейт, которая бежит предупредить своего любовника Холлидея, что он в опасности.
ТАРДИС приземляется в конюшне неподалеку, а Доктор страшно страдает от зубной боли. Его компаньоны Стивен Тейлор и Додо Чаплет переодеваются в ковбоев, и вся троица вскоре встречает маршала Уайетта Эрпа, который предлагает им защиту и просит соблюдать все его советы. Доктор идет к зубному врачу (самому Холлидею), а Додо и Стивен бронируют комнаты в местном отеле. Там их осмеивают Клэнтоны, подозревающие, что Доктор и есть Док Холлидей.
Холлидей удаляет Доктору зуб и уходит в соседнюю комнату перед тем, как приходит Сет и требует Доктора в отель через пять минут до встречи с друзьями. Понимая возможность, Холлидей дает ему свой именной пистолет.

### Эпизод 2. Не стреляйте в пианиста
Холлидей изначально счастлив, что позволит Доктору быть застреленным на месте, в то время как настоящий Док исчезнет, но Кейт вмешивается, чтобы Доктор выжил. Это дает немного времени, но Холлидей прячется в комнате наверху и стреляет в Клэнтонов, которые теперь думают, что стрелял Доктор. Вскоре Уайетт и шериф Бэт Мастерсон забирают Доктора в камеру, чтобы обеспечить ему безопасность. Стивен ввязывается в заговор с целью передать Доктору пистолет, чтобы освободить его из тюрьмы, но Доктор отказывается вооружаться, и Стивена собираются линчевать за сговор с Холлидеем.

### Эпизод 3. Джонни Ринго
Эрп и Мастерсон разряжают ситуацию и забирают Фина в камеру, чтобы он не воссоединился с братьями. Доктор и Стивен теперь свободны и собираются покинуть город как можно скорее.
Тем временем, Додо присоединяется к компании Кейт и Дока, которые планируют взять её и сбежать из города. Когда Сет Харпер встает у них на пути, Холлидей убивает его и троица отбывает. Харпера заменяет Джонни Ринго, который убивает бармена Чарли. Доктор и Стивен возвращаются в Салун в поисках Додо и встречают опасного Ринго. Стивен отправляется с ним за город в поисках Холлидея.
Уоррен и Вирджил, братья Уайетта, прибывают в город на помощь своему брату. Доктор рассказывает им, что Ринго в городе. События приобретают жесткий оборот, когда братья Клэнтоны освобождают Фина из тюрьмы, в процессе убивая Уоррена.

### Эпизод 4. Корраль О-Кей
Ринго забирает Стивена и Кейт на ранчо Клэнтонов, где те перегруппировываются и рассказывают их отцу Па Клэнтону, что они убили Эрпа. Уайетт жаждет мести и желает разобраться с Клэнтонами раз и навсегда. Холлидей вместе с Додо возвращается в Тумстон и предлагает свою помощь своему старому другу Эрпу. Попытки Доктора разрядить ситуацию ни к чему не приводят: перестрелка состоится у корраля О-Кей: с тремя Клэнтонами и Ринго с одной стороны и двумя Эрпами и Холлидеем с другой. В ходе перестрелки все трое Клэнтонов и Ринго застрелены. Доктор, Стивен и Додо улетают на ТАРДИС. Они прибывают на странную планету и решают осмотреться. Как только они уходят, появляется странный человек, идущий к ТАРДИС.

## Трансляции и отзывы
| Эпизод                    | Дата показа    | Продолжительность | Телезрители (в миллионах) | Archive  |
| ------------------------- | -------------- | ----------------- | ------------------------- | -------- |
| «Праздник для Доктора»    | 30 апреля 1966 | 23:48             | 6.5                       | 16mm t/r |
| «Не стреляйте в пианиста» | 7 мая 1966     | 23:47             | 6.6                       | 16mm t/r |
| «Джонни Ринго»            | 14 мая 1966    | 23:52             | 6.2                       | 16mm t/r |
| «Корраль О-Кей»           | 21 мая 1966    | 23:53             | 5.7                       | 16mm t/r |
| [ 1 ] [ 2 ] [ 3 ]         |                |                   |                           |          |